# Onaka
Onaka est une municipalité américaine située dans le comté de Faulk, dans l'État du Dakota du Sud.
La localité tire son nom du mot sioux « ognaka », qui signifie « endroit ».

## Démographie
| 1930 | 1940 | 1950 | 1960 | 1970 | 1980 |
| ---- | ---- | ---- | ---- | ---- | ---- |
| 164  | 139  | 158  | 85   | 69   | 70   |

| 1990 | 2000 | 2010 | - | - | - |
| ---- | ---- | ---- | - | - | - |
| 52   | 30   | 15   | - | - | - |

Selon le recensement de 2010, elle compte 15 habitants. La municipalité s'étend sur 0,27 milles carrés (0,7 km2).